# سيكي

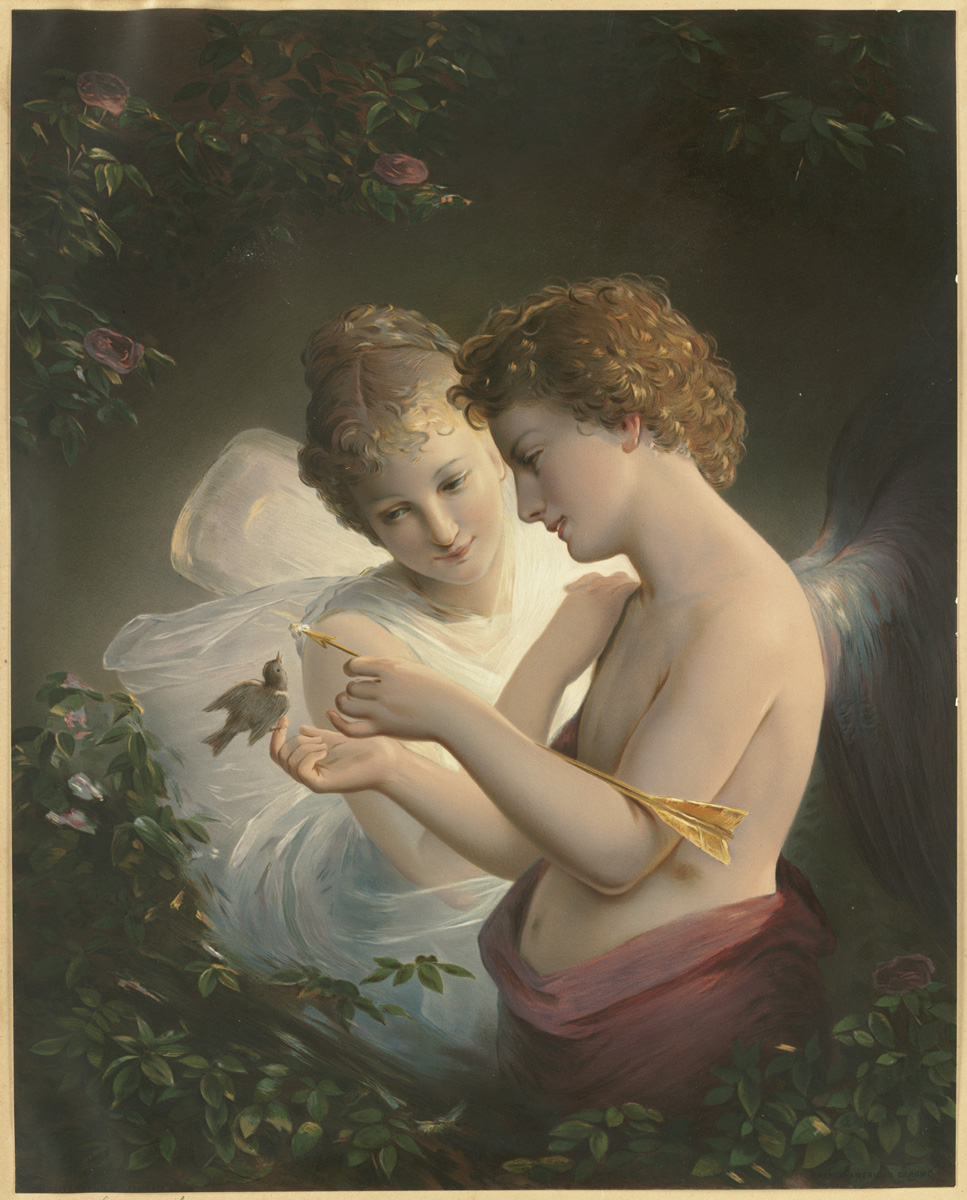
لوحة من مكتبة بوسطن العامة تصور سيكي وكيوبيد

سيكي أو سايكي (باليونانية: Ψυχή)‏ و (باللاتينية: Psyche) ومعناها الروح في اللغة اليونانية وتعني النفس في اللغة اللاتينية. هي اسم لشخصية إغريقية وتعني إلهة الروح والحب والطيبة والبراءة في الميثولوجيا الإغريقية والميثولوجيا الرومانية. وهي زوجة إله الشهوة إيروس في الميثولوجيا الإغريقية وزوجة الإله كيوبيد في الميثولوجيا الرومانية وهي والدة الإله هيدوني إله البهجة والسرور.
عرفت سيكي في كل الأساطير بجمالها وشدة حسنها الخرافي الذي دفع السكان الإغريق على العدول عن عبادة إلهة الجمال والخصوبة أفروديت، مما جعل هذه الاخيرة تحقد عليها وتكرها وتمقتها. ولجأت أفروديت في الاخير إلى ابنها كيوبد رامي السهام الذي تقع النساء بحبه حتى الموت فطلبت منه رمي سهمه عليها وإصابتها حتى تقع في حب أبشع رجل.

## الأسطورة
فتوجه «كيوبيد» لتنفيذ الأمر، مدفوعًا بغضب وكراهية نجحت أمه في تأجيجهما في قلبه تجاه الفتاة، إلا أنه وبمجرد رؤيته جمالها، جرح نفسه بالسهم ووقع في حبها. لم تصب «سيكي» بالسهم، إلا أنها لم تسلم من ضرر تمثل في عدم تقدم أحد لخطبتها، على العكس من شقيقتيها الأقل جمالاً. لجا والدا «سيكي» إلى كاهن «أبوللو» الذي أخبرهما أن قدر الفتاة هو عدم الزواج من بشري، بل مخلوق مجنح، وأمرهم بتركها على قمة جبل، وهناك نقلتها رياح الغرب إلى قصر بعيد عاشت الفتاة في قصر يرعاها فيه خدم غير مرئيين، إلى أن زارها في أحد الليالي زوجها متخفيًا، وأخبرها بأنه دائمًا ما سيزورها ليلاً، وحذرها من محاولة رؤيته.
على الرغم من معاملة الزوج الخفي لـ«سيكي» برقة وطيبة، إلا أنها شعرت بحنين لأهلها، فأقنعته بأن تزورها شقيقتيها، اللتين أثارت حياة «سيكي» غيرتيهما، فأوعزا لها بقتل زوجها «الوحش الذي سيلتهمها عما قريب». تقتنع «سيكي»، فتتسلل حاملة سكين إلى مخدع الزوج، لتفاجأ بأنه المخلوق الجميل «كيوبيد»، ولارتباكها تتساقط قطرات من الشمع المنصهر من المصباح الذي في يدها على كتفه فتوقظه، ليفاجأ بمخالفة زوجته الاتفاق. يسارع «كيوبيد» بترك زوجته في قصرها، ويختفي عن ناظرها في سحابة من الدخان. تبحث «سيكي»، لوقت طويل، عن حبيبها وزوجها، وتعرّضها في الوقت نفسه والدته «أفروديت» التي لاتزال على غضبها، لمتاعب كثيرة.
قررت والدة «كيوبيد» وضع «سيكي» أمام اختبارات صعبة، كان آخرها ما أرسلتها فيه إلى «بروسيربينا»، إلهة العالم السفلي، لتجلب منها قارورة، وأمرتها ألا تفتحها تحت أي ظرف كان. وقعت «سيكي» ضحية لفضولها، وفتحت القارورة، فاستنشقت رذاذ عطر خرج منها لتسقط في نوم عميق، أقرب للموت. بقيت «سيكي» خاضعة لعقوبة النوم الأبدي إلى أن أوقظها «كيوبيد» بعناق وقبلة محبة، أزالت اللعنة.
عاش «كيوبيد» و«سيكي» سعداء بمباركة من الألهة الذين تأثروا بتفاني كل منهما وإخلاصه في محبة الآخر، فقدموا لهما العطور والأطعمة، كما أمر كبير الألهة «أفروديت» بالتوقف عن الزوجين اللذين عاشا سعيدين.
لم يخلد البشر قصة «كيوبيد» و«سيكي» بالكلمات فقط، كما في قصص أقربها للأسطورة «الجميلة والوحش»، بل بالصور وأشكال فنون أخرى مختلفة، كان أشهرها تمثال النحات الإيطالي أنطونيو كانوڤا، الذي يظهر فيه كيوبيد محتضنًا سيكي بعد أن منحها قبلة الحياة.